# The Big Store
Marele magazin (titlu original: The Big Store) este un film american de comedie din 1941 regizat de Charles Reisner. Groucho, Chico și Harpo trebuie să lucreze pentru a salva (magazinul) Phelps Department Store deținut de Martha Phelps (Margaret Dumont). Groucho interpretează rolul  detectivului Wolf J. Flywheel, numele personajului bazându-se pe emisiunea radio a lui Marx-Perrin Flywheel, Shyster, and Flywheel de la începutul anilor 1930.
În The Big Store pe lângă lunga colaborare dintre frații Marx și Margaret Dumont (pe care Groucho o caracteriza ca fiind „practic al cincilea frate Marx”)  apare și perechea de îndrăgostiți Tony Martin și Virginia Grey.  Este ultimul film în care Dumont joacă alături de frații Marx.  Rolul negativ a fost interpretat de Douglas Dumbrille, cel care a jucat un rol similar în O zi la curse. 
Sloganul filmului este un joc de cuvinte în limba engleză bazat pe analogia dintre good buy și goodbye: "Where everything is a good buy. Goodbye!" (Unde tot ce cumpărați este bun! Rămas bun!)

## Prezentare
Hiram Phelps, proprietarul magazinului Phelps, a murit lăsând jumătatea din afacerile sale nepotului său, cântărețul Tommy Rogers. Cealaltă jumătate este deținută de sora lui Phelps, Martha (Margaret Dumont). Rogers nu știe nimic despre cum se conduce un magazin, așa că decide să vândă jumătatea sa și să folosească banii pentru a finanța educația muzicală a copiilor. Managerul magazinului, Grover (Douglas Dumbrille), vrea să-l omoare pe Rogers înainte ca acesta să vândă partea sa și s-o seducă pe Martha într-o căsătorie falsă, pentru ca mai apoi s-o ucidă și pe ea și astfel să devină singurul proprietar. Martha este extrem de suspicioasă și îngrijorată de siguranța lui Tommy și nu vrea ca nimeni să suspecteze existența jocului murdar de preluare a magazinului. Împotriva dorinței lui Grover, ea îl angajează pe Wolf J. Flywheel  (Groucho Marx) ca  supervizor de vânzări și gardă de corp. În timp ce Tommy încearcă s-o seducă pe iubita sa și Groucho pe doamna Phelps, „frații Marx” reușesc în cele din urmă să expună și să zădărnicească planul lui Grover  de a-l ucide pe  Tommy.
Filmul are două scene extinse, una din ele având loc în secțiunea de paturi a magazinului, aici sunt tot felul de paturi noi care ies din pereți la apăsarea unor butoane. Cea de a doua scenă de lungă durată are loc aproape de sfârșitul filmului: Groucho, Chico și Harpo scapă de urmăritorii lor de-a lungul unei curse nebune prin tot magazinul, folosind liftul, scara interioară, candelabre, patine cu rotile, sistemul de livrare a scrisorilor și biciclete. Aceasta urmărire implică un număr mare de cascadorii de „prost-gust” ca în filmele lui Mack Sennett, lucru neobișnuit  pentru un film al fraților Marx. 
Un gag folosit în film presupune „ruperea” celui de-al patrulea perete în timpul secvenței "Sing While You Sell" (Cântă în timp ce vinzi!): în momentul în care Groucho face o prezentare a modei spune despre un model că poartă o rochie roșu-aprins, dar Tehnicolor este „foarte” scump. Mai târziu, în film, Groucho „rupe” din nou cel de-al patrulea perete când spune că Ți-am spus în prima rolă  [că Grover] a fost un escroc.

## Distribuție
- Groucho Marx - Wolf J. Flywheel
- Harpo Marx - Wacky
- Chico Marx - Ravelli
- Tony Martin - Tommy Rogers
- Virginia Grey - Joan Sutton
- Margaret Dumont - Martha Phelps
- Douglas Dumbrille Mr. Grover
- William Tannen - Fred Sutton
- Henry Armetta - Guiseppi
- Anna Demetrio - Maria
- Marion Martin - Peggy Arden
- Paul Stanton - Arthur Hastings
- Russell Hicks - George Hastings
- Bradley Page - Duke
- Virginia O'Brien - Kitty
- Charles Lane - Agent companie finanțe (nem.)
- Six Hits and a Miss

## Numere muzicale
Ca și în alte filme anterioare MGM cu frații Marx, The Big Store conține mai multe numere muzicale bine elaborate, cum ar fi "Sing While You Sell" care este „dirijat” de Groucho care cântă și dansează sau "Tenement Symphony" interpretat de Tony Martin și un cor de băieți. Echipa de scenariști a lui Kuller, Golden și Fimberg a furnizat, de asemenea, versurile muzicii originale compuse de Hal Borne. De asemenea, este de notat că acesta este al doilea film în care o versiune instrumentala a "Cosi-Cosa" din O noapte la operă poate fi auzită  în timpul scenei cu paturile în mișcare, primul film fiind O zi la curse.
Numerele muzicale din film sunt:
- "If It's You"- Tony Martin (muzica & versurile  de Ben Oakland, Artie Shaw & Milton Drake)
- "Sing While You Sell"- Groucho, Six Hits and a Miss, Virginia O'Brien și Harpo ca un îmblânzitor de șerpi care bate toba
- "Rock-a-bye Baby"- Virginia O'Brien
- "Mama Yo Quiero"- Chico și Harpo (duet la pian)
- "Mozart's Sonata in C major" - Harpo (harpă)
- "Beethoven's Minuet" - Harpo (harpă/violoncel/vioară; muzică probabil interpretată de  violonistul de jazz Georgie Stoll)
- "Tenement Symphony"- Tony Martin, cor pe scenă și orchestra, cu  Chico și Harpo

## Primire
Filmul a avut un profit de doar 33.000 de dolari. Cu toate acestea, în acest moment se numără printre cele mai profitabile filme ale fraților Marx.